# トゥアンナム県

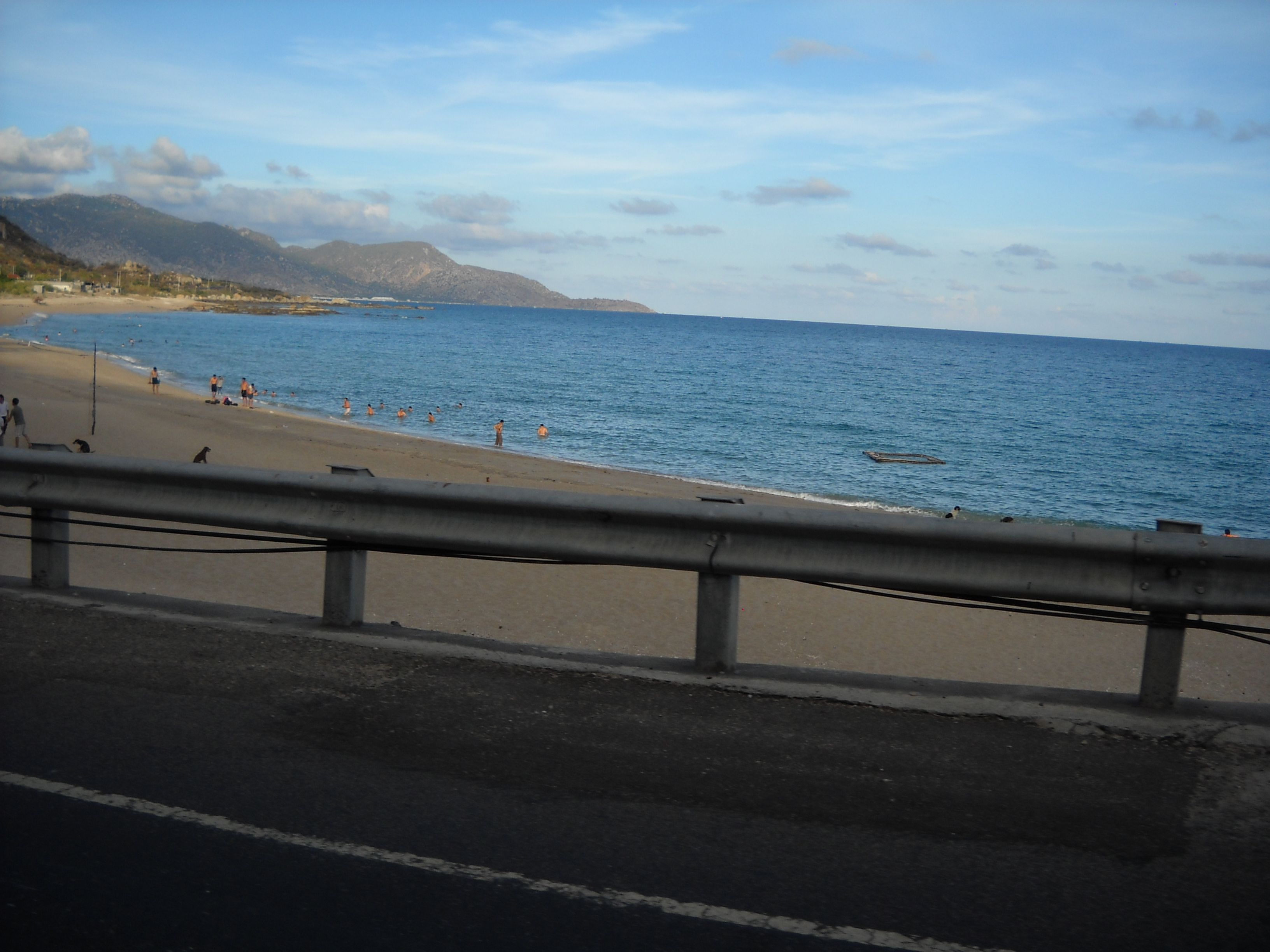
カナ海岸

トゥアンナム県（トゥアンナムけん、ベトナム語：Huyện Thuận Nam / 縣順南?）は、ベトナム社会主義共和国ニントゥアン省の県。面積は563.33 km²、人口は59,644人（2017年）である。

## 行政区画
8社から構成される。